# 71 fragment
71 fragment är en österrikisk film från 1994 av Michael Haneke. Det är den tredje och sista filmen i Michael Hanekes trilogi som han kallar för "Glaciation trilogy". De två andra är Den sjunde kontinenten och Bennys video. Den hade Sverigepremiär den 10 mars 1995.

## Handling
Filmen öppnar med ett riktigt nyhetsklipp från den 12 oktober 1993 som presenterar en värld i krig och kaos. Filmen består sedan av flera parallella historier som inte presenteras i någon kronologisk ordning eller med något konkret samband till varandra förutom att alla utspelas i Wien veckorna innan julafton 1993: Man får följa och ta del av en manlig students liv, en hemlös rumänsk pojke på vandring i en för honom främmande storstad, en pensionär och hans telefonsamtal till sin dotter, ett barnlöst par och deras vardag samt en man som jobbar inom bank.

## Priser
1994 fick filmen flera priser vid Catalonian International Film Festival, bland annat för bästa film.